# 八齒蘚
八齒蘚（学名：Octoblepharum albidum）为白髮蘚科八齒蘚屬下的一个种。